# Contrat avec soi-même
 (janvier 2023).
Si vous disposez d'ouvrages ou d'articles de référence ou si vous connaissez des sites web de qualité traitant du thème abordé ici, merci de compléter l'article en donnant les références utiles à sa vérifiabilité et en les liant à la section « Notes et références ».
Définition : partie à un acte juridique agissant avec une double qualité.
A priori, le contrat avec soi-même ne peut pas exister juridiquement, puisqu’il faut au moins deux personnes juridiques (nécessairement différentes) pour contracter. On trouve tout de même quelques situations s'apparentant à ce paradoxe :
- Un individu agit en des qualités différentes.
  - Un individu dans un contrat peut être à la fois le vendeur et le représentant de l’acquéreur.
  - En matière d’entreprise unipersonnelle à responsabilité limitée (EURL) qui est par définition constituée d’un associé unique, l’associé peut vendre à sa société certains de ses biens : la même personne agit à deux titres, d'un côté en tant que vendeur, de l'autre en tant qu'acquéreur.

- Un individu est détenteur de deux patrimoines.

Cette hypothèse est celle de l'héritier qui accepte une succession sous bénéfice d’inventaire (acceptation du principe de la succession, mais qui ne veut pas assumer le passif héréditaire sur son patrimoine propre).
Les deux patrimoines restent donc distincts, le temps que l’on fasse l’inventaire, et ont pourtant un seul et même titulaire. L’héritier, quand il va mettre en vente les biens de la succession (pour en payer les dettes), peut-il se porter lui-même acquéreur ? 
Il y a un conflit d’intérêts entre les deux patrimoines : pour cette raison, le Code civil français est généralement assez réservé. L’article 450 alinéa 3 ou l’article 495, qui interdit au tuteur d’acheter un bien au mineur ou au majeur en tutelle. Néanmoins, il n’y a pas d’interdiction de principe de ce contrat.
La plupart des auteurs[réf. nécessaire] sont pour l’interdiction du contrat avec soi-même, afin d’éviter ces situations de conflits d’intérêts.